# Ивайло Габровски
Ивайло Габровски е български състезател по колоездене, рекордьор по спечелени колоездачни обиколки на България.

## Биография
Роден е на 31 януари 1978 година в град София. Той е петкратен победител в Обиколката на България, спечелвайки състезанието през 2003, 2006, 2008, 2009 и 2011 година. Осем пъти е избиран за най-добър колоездач на България – през 2001, 2002, 2003, 2004, 2006, 2007, 2008 и 2009 година. През 2008 година е обявен за спортист на годината на община Несебър.
През 2001 година спечелва обиколката на департамента Ен, Франция и заема второ място на обиколката „Поату-Шарент“. През 2004 година спечелва Гран при на Слънчев бряг. През 2005 година е краен победител в Обиколката на Румъния, а през 2007 година спечелва Обиколката на Турция. През 2006 година е победител в Обиколката на Сърбия, а през 2009 година завършва на трето място в същото състезание. През 2012 година спечелва повторно колоездачната обиколка на Турция.